# HD8914
HD8914 — хімічно пекулярна зоря спектрального класу A1, що має видиму зоряну величину в смузі V приблизно 10,4.
Вона  розташована на відстані близько 1016,1 світлових років від Сонця.